# 4342 Freud
4342 Freud è un asteroide della fascia principale del diametro medio di circa 16,66 km. Scoperto nel 1987, presenta un'orbita caratterizzata da un semiasse maggiore pari a 2,7664274 UA e da un'eccentricità di 0,0900600, inclinata di 6,08102° rispetto all'eclittica.